# Migalovci
Migalovci su naselje u Republici Hrvatskoj u Požeško-slavonskoj županiji, u sastavu općine Čaglin.

## Zemljopis
Migalovci su smješteni oko 1 km južno od Čaglina i sjeverno od Ruševa na cesti Slavonski Brod - Našice.

## Stanovništvo
Prema popisu stanovništva iz 2011. godine Migalovci su imali 129 stanovnika, dok su prema popis stanovništva iz 1991. godine imali 153 stanovnika.
| broj stanovnika | 219   | 203   | 170   | 207   | 268   | 380   | 372   | 528   | 504   | 476   | 424   | 289   | 210   | 153   | 146   | 129   | 92    |
|                 | 1857. | 1869. | 1880. | 1890. | 1900. | 1910. | 1921. | 1931. | 1948. | 1953. | 1961. | 1971. | 1981. | 1991. | 2001. | 2011. | 2021. |